# Juan Manuel Cabrera Hernández
Juan Manuel Cabrera (Madrid, 5 de marzo de 1948) es un antiguo diplomático español.
Licenciado en Derecho y en Ciencias Políticas, ingresó en 1974 en la carrera diplomática. Estuvo destinado en las representaciones diplomáticas españolas ante las Naciones Unidas y en Francia. Fue subdirector general de Naciones Unidas y director general de Organizaciones y Conferencias Internacionales. En 1991 fue nombrado embajador de España en Jordania y, posteriormente, cónsul general de España en Río de Janeiro. En 2001 pasó a ocupar el puesto de subdirector general de la Oficina de Derechos Humanos, de 2004 a 2008 fue embajador de España en Túnez y de 2008 a 2011 embajador en Chile, siendo sustituido por Ignacio de Palacio España. En septiembre de 2011 fue nombrado embajador en Misión Especial para los Derechos Humanos.